# Allerheiligen im Mühlkreis
Allerheiligen im Mühlkreis là một đô thị ở huyện Perg thuộc bang Oberösterreich, Áo. Đô thị Allerheiligen im Mühlkreis có diện tích 20,2 km², dân số thời điểm năm 2006 là 1138 người.